# Postcodes in Zwitserland
Postcodes in Zwitserland bestaan uit vier cijfers. Zwitserland voerde de postcode in 1964 als eerste Europese land na West-Duitsland in.
Grote plaatsen in Zwitserland hebben twee of meer postcodes, kleine plaatsen hebben slechts één postcode. Een verdere onderverdeling tot het niveau van straten zoals in Nederland vindt niet plaats. De postcodegrenzen vallen niet altijd samen met de grenzen van kantons en gemeenten; ze zijn gebaseerd op de routes van posttreinen en postwagens.
Behalve Zwitserland maakt ook Liechtenstein gebruik van de Zwitserse postcode. De Duitse en Italiaanse enclaves (Büsingen am Hochrhein en Campione d'Italia) hebben naast hun nationale postcode ook een Zwitserse postcode.

## Regio's

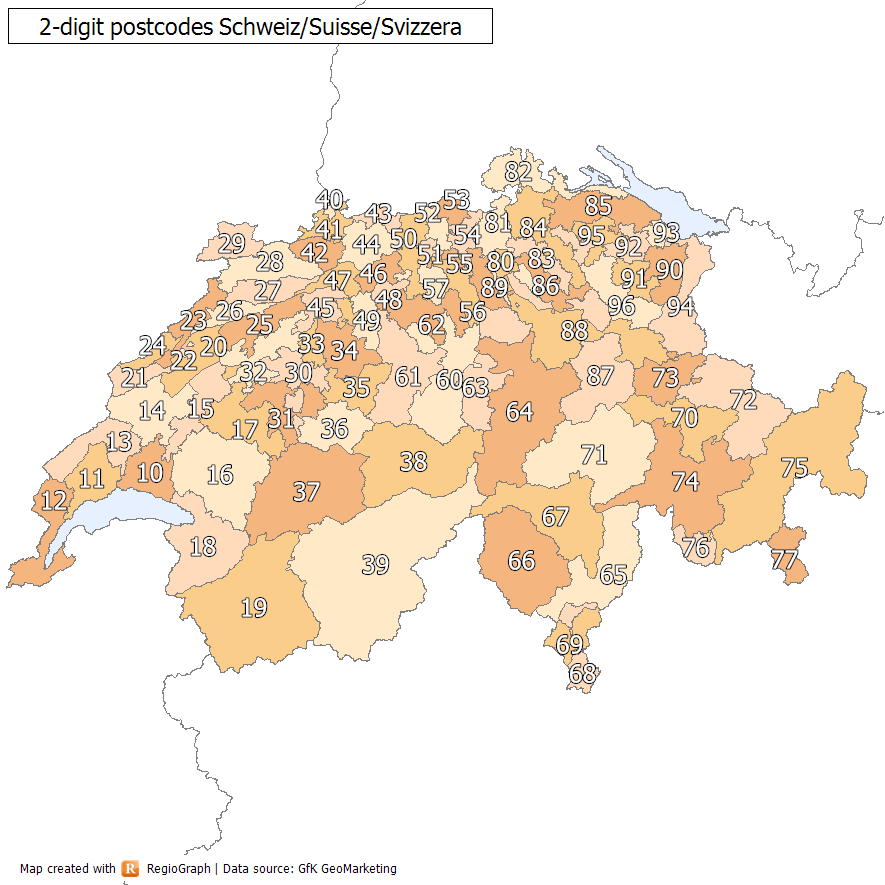
2-digit postcodegebieden Zwitserland

Met het eerste cijfer van de postcode wordt de regio aangeduid:
- 1xxx – Regio Zuid-West
  - Met onder meer Genève en Westelijk Wallis
- 2xxx – Regio Noordwest
  - Met onder meer Neuchâtel en de Jura
- 3xxx – Regio Bern/Oostelijk Wallis
- 4xxx – Regio Bazel
- 5xxx – Regio Aarau
- 6xxx – Regio Centraal Zwitserland, Ticino
- 7xxx – Regio Graubünden
- 8xxx – Regio Zürich
- 9xxx – Regio Oostelijk Zwitserland

## Plaatsen buiten Zwitserland met Zwitserse postcodes
- CH-3907 Domodossola (I) (Agenzia postale svizzera)[1]
- CH-6911 Campione d'Italia (I)
- CH-8238 Büsingen am Hochrhein (D)
- LI-94xx – Liechtenstein